# ليون غريني
ليون غريني (بالإنجليزية: Leon Greene)‏ هو مغني أوبرا وممثل بريطاني، ولد في 1931 في المملكة المتحدة.

## وصلات خارجية
- ليون غريني على موقع IMDb (الإنجليزية)
- ليون غريني على موقع ميوزك برينز (الإنجليزية)
- ليون غريني على موقع قاعدة بيانات الفيلم (الإنجليزية)